# Lorenz Brentano
Lorenz Brentano (født 4. november 1813 i Mannheim, død 18. september 1891 i Chicago) var en tysk politiker.
Brentano blev 1837 sagfører i sin fødeby og valgtes 1845 til Badens andet kammer; hørte såvel her som i den tyske nationalforsamling 1848 til yderste venstre. Maj 1849 valgtes han til medlem af Badens provisoriske regering, skønt han ikke selv havde taget del i opstanden, og søgte her at holde igen imod Struves yderliggående planer, samt at opnå forståelse med storhertugen. I slutningen af juni samme år måtte han flygte til Schweiz og udvandrede senere til Nordamerika; var først landmand i Michigan og blev 1859 sagfører i Chicago, samt udgiver af et stort tyskt blad. 1872—76 var Brentano amerikansk konsul i Dresden.